# Nazionale maschile di rugby a 15 della Romania
La nazionale di rugby a 15 rumena (rum. Echipa națională de rugby a României) è la squadra nazionale maschile di rugby union che rappresenta la Romania in ambito internazionale; opera sotto la giurisdizione della Federaţia Română de Rugby.
Partecipa al Campionato europeo per Nazioni fin dalla prima edizione inaugurata nel 1936, quando allora la competizione era denominata Torneo FIRA. La nazionale rumena ha partecipato a tutte le edizioni della Coppa del Mondo disputate, tranne che all'edizione 2019, non riuscendo tuttavia mai a superare la fase a gironi.

## Storia

### Primi anni
Il rugby fu introdotto in Romania agli inizi del XX secolo ponendo le sue radici a Bucarest grazie agli studenti di ritorno dalle università francesi e alla borghesia del luogo.
A partire dal 1913 nacquero quindi, nella capitale rumena, lo Stadiul Roman e altre diciassette squadre.
Nel 1914 si disputò la prima edizione del campionato di rugby.
Il primo luglio 1919 allo stadio parigino di Colombes, la Nazionale rumena disputò il suo primo incontro nel quadro dei Giochi Interalleati, venendo sconfitta 0-21 dagli Stati Uniti.
Cinque anni più tardi, il 4 maggio 1924, ancora a Colombes, la Romania disputò il suo primo incontro con la Francia, venendo sconfitta per 3-61.
La Romania partecipò ai Giochi Olimpici del 1924 riportando la medaglia di bronzo dopo due nette sconfitte contro Francia e Stati Uniti.
Nel 1931 fu istituita la Federaţia Română de Rugby, l'ente governativo del rugby rumeno, che nel 1934 fu tra i soci fondatori, insieme tra gli altri a Francia, Italia e Germania, della Fédération Internationale Rugby Amateur (FIRA) e tra le primissime partecipanti al neoistituito torneo FIRA destinato alle nazionali europee di rugby.

### Periodo comunista
Il regime comunista usò il rugby, come peraltro altri sport, come strumento di propaganda durante la guerra fredda. Tutte le risorse finanziarie disponibili furono destinate allo sviluppo della selezione nazionale a discapito dello sviluppo del rugby a livello locale. I giocatori più importanti facevano parte dell'esercito o della polizia, le cui squadre della Steaua e della Dinamo avevano la possibilità di allenarsi sei volte a settimana in eccellenti centri sportivi.
Dopo un certo periodo di isolamento dovuto alla cortina di ferro, nel 1955 una selezione rumena si recò in tour in Inghilterra e Galles per affrontare Swansea, Cardiff, Bristol e Harlequins ottenendo in totale una vittoria, due pareggi e una sconfitta. Successivamente, sempre nello stesso anno, la Romania sconfisse Llanelli a Mosca e Cardiff e Harlequins a Bucarest. La Francia, recatasi a giocare a Bucarest davanti a quasi 100.000 spettatori, riuscì a sconfiggere la Romania con un combattuto 16-15.
Durante gli anni 1960, grazie al contributo di allenatori formatisi in Francia, la nazionale rumena cominciò a diventare maggiormente competitiva. Il 5 giugno 1960 arrivò la prima vittoria contro la Francia, sconfitta 11-5 a Bucarest durante il loro tour. Nel 1969 la Romania vinse la Coppa delle Nazioni, evoluzione del vecchio torneo FIRA, interrompendo il dominio della Francia con quattro vittorie in altrettanti incontri (gli stessi francesi furono sconfitti 15-14 a Bucarest). Nel 1975 la Romania vinse per la seconda volta campionato europeo, confermandosi come la principale antagonista in grado di contrastare il dominio francese in questa competizione. In questo stesso anno la nazionale rumena si recò in tour in Nuova Zelanda per giocare una serie di otto partite culminate con il pareggio 10-10 ottenuto contro i Junior All Blacks.
Dopo gli ottimi tour in Galles e in Irlanda, rispettivamente nel 1979 e nel 1980, l'evolversi del rugby rumeno venne preso in considerazione anche in Gran Bretagna.
All'epoca, infatti, il Paese poteva vantare circa 13 500 praticanti, nove volte tanti quanti ne contava alla fine della guerra (circa 1 500).
Durante la vittoriosa edizione 1980-81 del campionato europeo la Romania ottenne una netta affermazione per 15-0 sulla Francia e, nel corso del tour in Regno Unito nel 1981, la Scozia fu la prima nazionale britannica a concedere il test match contro la Romania; la partita finì 12-6 per gli scozzesi.
Successivamente, a fine anno, la nazionale ospitò la Nuova Zelanda perdendo 14-6 e vedendosi annullare due mete.
La Romania fu invitata alla prima edizione della Coppa del Mondo tenutasi nel 1987 in Nuova Zelanda e Australia.
I rumeni vinsero la loro prima partita del girone sconfiggendo 21-20 lo Zimbabwe, ma persero le altre due partite contro Francia e Scozia.
Il 10 dicembre 1988 la Romania ottenne una prestigiosa vittoria sconfiggendo 15-9 il Galles a Cardiff.

### Caduta del comunismo
Nonostante fosse stato originariamente associato alla borghesia, la reputazione del rugby rumeno è stata seriamente danneggiata dalla sua associazione con il dittatore comunista Nicolae Ceaușescu e con il suo regime. Il rugby rumeno venne associato con la polizia e l'esercito totalitari e molti rugbisti furono uccisi durante i disordini civili avvenuti in seguito alla caduta del regime. Questo sport risentì anche di seri problemi finanziari dopo la caduta del comunismo, venendo meno gran parte dei fondi stanziati in precedenza.
Il 24 maggio 1990 per la prima volta la Romania sconfisse fuori casa la Francia vincendo 12-6 ad Auch. L'anno seguente arrivò un'altra prestigiosa vittoria 18-12 contro la Scozia. Qualificatasi alla Coppa del Mondo 1991, nella fase a gironi la Romania guadagnò una sola vittoria sconfiggendo le Figi 17-15, mentre perse 30-3 contro la Francia e 19-11 contro il Canada. Andò peggio nella successiva edizione del 1995, dove la nazionale rumena perse tutte e tre le partite del girone giocate contro Canada, Sudafrica e Australia.
Con l'avvento del professionismo molti rugbisti rumeni si recarono a giocare all'estero, principalmente in Francia e Italia, a discapito delle squadre locali. Alla Coppa del Mondo 1999 arrivò nuovamente una sola vittoria, 27-25 contro gli Stati Uniti, e due nette sconfitte contro Australia e Irlanda.

### Nuovo millennio

Partita tra Romania e Irlanda giocata a Lansdowne Road nel 2005

La Romania inaugurò il nuovo millennio vincendo il rinnovato Campionato europeo per Nazioni, al quale nel frattempo non presero più parte Francia e Italia che si concentrarono sul Sei Nazioni. I rumeni si presentarono alla Coppa del Mondo 2003 freschi di un'altra vittoria del campionato europeo. La Romania riuscì nuovamente a vincere una sola partita sconfiggendo la Namibia 37-7 nell'ultima partita del girone.
La nazionale rumena arrivò alla Coppa del Mondo 2007 dopo avere nuovamente vinto il Campionato europeo per Nazioni. Ancora una volta giunse una sola vittoria ottenuta sconfiggendo il Portogallo 14-10, a fronte delle nette sconfitte contro Scozia e Nuova Zelanda e della sconfitta più risicata contro l'Italia che si impose 24-18. Dopo le due edizioni vinte consecutivamente dalla Georgia, nel 2010 la Romania vinse il campionato europeo ma a causa della classifica cumulativa fu costretta a disputare uno spareggio per accedere alla Coppa del Mondo 2011. Ottenuta la qualificazione ai danni dell'Uruguay, l'edizione 2011 si rivelò molto deludente per i rumeni che per la seconda volta persero tutte le loro partite del girone, tra cui quella contro la Georgia che vinse 25-9.
Il 2013 fu un anno particolarmente positivo per la Romania che concluse imbattuta il Campionato europeo per nazioni di rugby, con 4 vittorie e un pareggio 9-9 contro la Georgia, oltre ad avere sconfitto a Bucarest, nei consueti test match di fine anno, le Tonga 19-18 e il Canada 21-20; l'unica sconfitta avvenne per opera delle Figi che vincendo 26-7 posero fine alla striscia di otto risultati utili consecutivi.
La nazionale rumena prese parte alla Coppa del Mondo di rugby 2015 ambendo al terzo posto nel girone, con la conseguente qualificazione automatica all'edizione successiva della competizione: dopo le iniziali sconfitte contro Francia e Irlanda, i rumeni ebbero la meglio contro il Canada vincendo 17-15 ma la sconfitta 33-22 contro l'Italia nell'ultima partita li relegò al quarto posto superati proprio dagli Azzurri.
Non parteciperà al Mondiale 2019 in Giappone, essendo stata penalizzata nel Campionato europeo per nazioni 2016-2018 di 30 punti per aver schierato un giocatore tongano non naturalizzabile in quanto aveva già giocato nella nazionale seven della nazione oceanica.

## Statistiche

### Coppa del Mondo di rugby
| Edizione | Paese organizzatore       | Posizione |
| -------- | ------------------------- | --------- |
| 1987     | Nuova Zelanda e Australia | Girone    |
| 1991     | Inghilterra               | Girone    |
| 1995     | Sudafrica                 | Girone    |
| 1999     | Galles                    | Girone    |
| 2003     | Australia                 | Girone    |
| 2007     | Francia                   | Girone    |
| 2011     | Nuova Zelanda             | Girone    |
| 2015     | Inghilterra               | Girone    |
| 2019     | Giappone                  | Ritirata  |
| 2023     | Francia                   | Girone    |

## Palmarès
- Torneo Olimpico: 1

1924
- Campionati internazionali Rugby Europe: 6

1968-69, 1974-75, 1976-77, 1980-81, 1982-83, 1989-90
- Campionato Europeo per Nazioni: 5

1999-2000, 2001-02, 2004-06, 2009-10, 2016-17.